# Alexander's Ragtime Band
"Alexander's Ragtime Band" is een compositie van Irving Berlin. Het werd zijn eerste hit in 1911. Er zijn aanwijzingen, zonder echt een sluitend bewijs te leveren, dat Berlin de melodie ontleend zou hebben aan een wijsje dat Scott Joplin bij een uitgever had ingediend.

## Opnames
- Vier verschillende versies van het lied scoorden respectievelijk # 1, # 2, # 3 en # 4 in de hitlijsten van 1911.
- Bessie Smiths versie kwam in de Top 20 in 1927.
- Louis Armstrong: Top 20 in 1937.
- Een duet met Bing Crosby en Connee Boswell werd hit #1 in 1938.
- Johnny Mercer bracht een swing versie uit in 1945.
- Bing Crosby nam in 1947 nog een duet op, deze keer met Al Jolson, en bereikte er de top-20 mee.
- Nellie Lutcher 1948.
- Bob Wills 1949?
- Ella Fitzgerald in 1958, ze ontving in 1959 een Grammy voor haar Irving Berlin anthology.
- Ray Charles in 1959 voor zijn album 'The Genius of Ray Charles'.

- Gemeinsame Normdatei: 1139798731
- Library of Congress Control Number: n93067629
- MusicBrainz work: 87cff773-9735-32dc-a591-6edb14edb632
- Virtual International Authority File: 177491033